# Беббідж (газове родовище)
Беббідж — британське офшорне газове родовище в південній частині Північного моря, за 80 км від узбережжя.

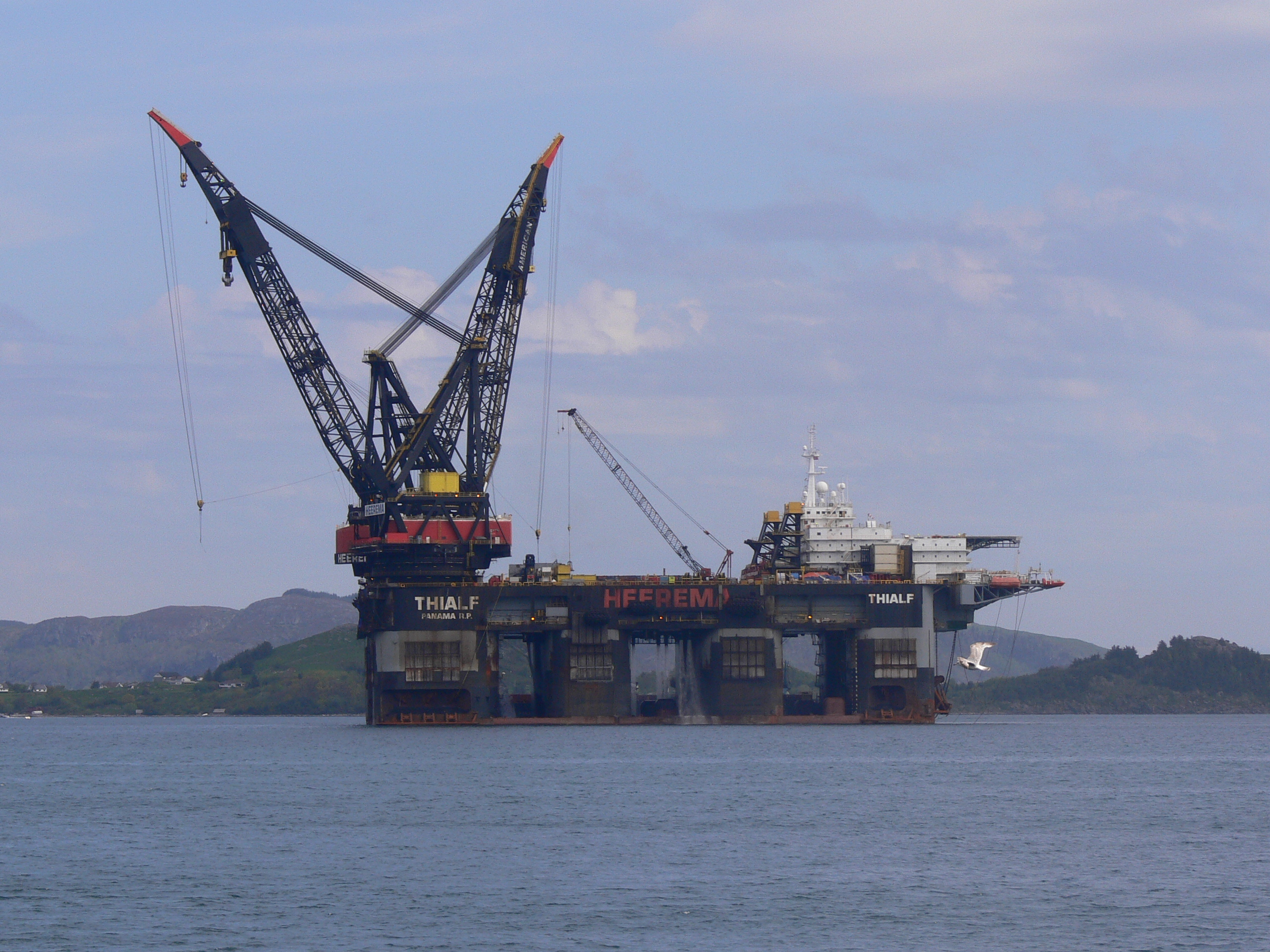
Кран Thialf, який здійснював монтаж платформи на Беббідж

Родовище виявили ще в 1988 році, проте тоді відкриття не було визнане комерційним. В 2006-му його розміри уточнили за допомогою оціночної свердловини, котра показала значно кращий дебіт ніж розвідувальна — 0,3 млн м³ на добу проти 0,1 млн м³. Запаси вуглеводнів виявлені на глибині 3200 метрів під морським дном у пісковиках формації Леман (пермський період). Родовище складається з п'яти покладів у двох інтервалах з товщиною до 60 метрів. Запаси Беббідж оцінювались у 5 млрд м3.

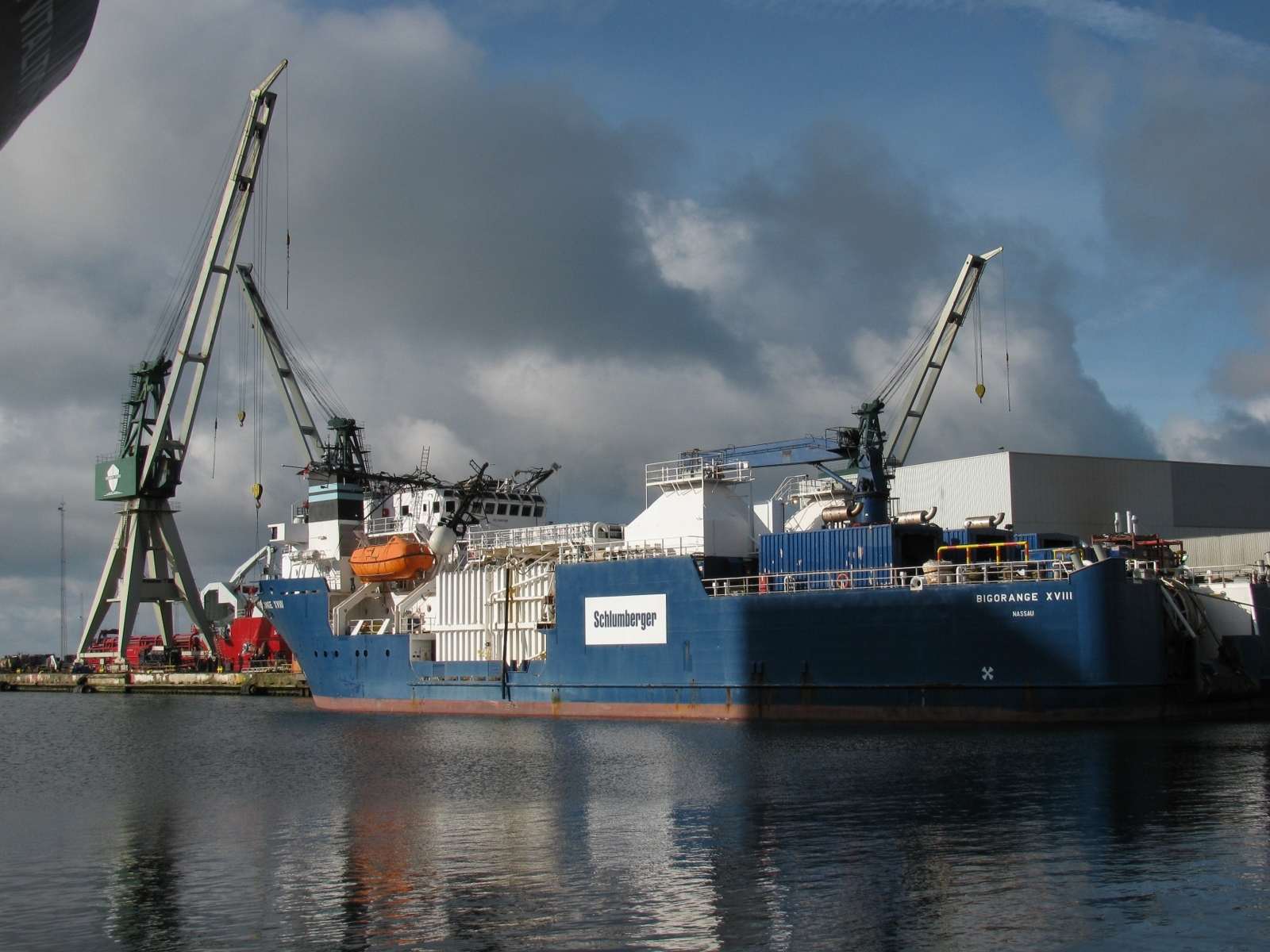
Судно Big Orange XVIII, завданням якого під час освоєння родовища було проведення операцій з гідророзриву

Видобуток стартував у 2010 році та здійснюється за допомогою п'яти свердловин, споруджених двома етапами — три під час першої фази, коли залучили бурове судно GSF Labrador, та дві у другій (в 2013-му на родовищі працювало самопідіймальне бурове судно Ensco 100). Кожна зі свердловин має горизонтальну ділянку, в якій для збільшення припливу вуглеводнів провадили гідророзрив (зокрема, в 2013-му для цього задіяли судно для внутрішньосвердловинних операцій Big Orange XVIII).
Фонтанні арматури виведено на встановлену в районі з глибиною моря 42 метри платформу (в звичайному режимі дистанційно керована, проте обладнана житловим модулем на випадок необхідності). Її опорна основа та надбудова з обладнання важили по 1600 тонн, а палі для закріплення основи — ще 1000 тонн. Встановлення конструкції здійснив один з найбільших плавучих кранів світу Thialf.
Продукція Беббідж видається через газопровід довжиною 28 км та діаметром 300 мм до платформи Bravo родовища West Sole. Звідти вона спрямовується на термінал Дімлінгтон неподалік від Кінгстон-апон-Галл. Спорудження експортної лінії провело трубоукладальне судно Apache, для якого це було останнім завданням за час тридцятирічної служби (можливо відзначити, що колись воно стало одним з піонерів у прокладанні попередньо зварених трубопроводів).